# Tall Atijja
Tall Atijja (arab. تل عطية) – wieś w Syrii, w muhafazie Aleppo, w dystrykcie Al-Bab. W 2004 roku liczyła 128 mieszkańców.